# 雅達利5200
雅達利5200（英語：Atari 5200）是雅达利公司于1982年11月所推出的一款家用电子游戏机，全稱雅達利5200超級系統（Atari 5200 SuperSystem），与前代产品雅达利2600同属第二世代游戏机，5200搭载了一颗1.79MHz的MOS 6502C微处理器与ANTIC和GTIA两颗图形芯片，配有16KB的RAM与3颗定制VLSI芯片，支持输出320x192分辨率的画面，售价330美元，附有游戏《超级打砖块》的卡带，5200是基于雅达利400\800家用电脑而设计的，因此从技术上来说，前者与后者基本相同。
雅达利为5200重新设计了一款控制器，下方带有数字键盘，其名为CX-52，取代了2600所使用的CX-40控制杆，然而其过于复杂的机械设计和内部脆弱的柔性电路导致其故障率极高，它成为了5200的致命弱点，同时也是5200被批评的焦点，雅达利另外还提供了一款单独出售的轨迹球控制器，名为Pro-Line Trak-Ball，但它体积巨大且只支持部分5200游戏。5200最初发布的版本带有4个手柄端口，后来，雅达利在1983年推出了5200的改款机型，新机型上搭载的手柄端口被削减至两个，改款版5200只被少量生产，且不兼容部分5200游戏，在5200停产之前，雅达利还曾计划推出一个体积较小，成本较低的5200改款机型，这款机型被命名为“雅达利5100”，但最后随着5200的停产而被取消，5200仅在北美市场发售，从未登陆欧洲或其它市场。
雅达利将5200定位为2600之上的高端机型，同时也用于取代2600，5200是雅达利为了与美泰公司的Intellivision竞争而推出的产品，不过在推出不久后，它的直接竞争对手就变成了科莱科公司的ColecoVision，在5200推出初期，雅达利并没有为5200推出很多新游戏，只是将许多前代机型2600的游戏移植至5200，因为5200并没有向下兼容2600的游戏。糟糕的手柄与不兼容2600游戏使得5200很快被竞争对手打败，随后的1983年美国游戏业大萧条更是对其造成了致命性打击，雅达利为5200所制作的最后一款游戏是《Gremlins》，1984年5月，雅达利5200在上市仅十八个月后即被宣布停产，生涯销量仅愈100万台。

## 图集

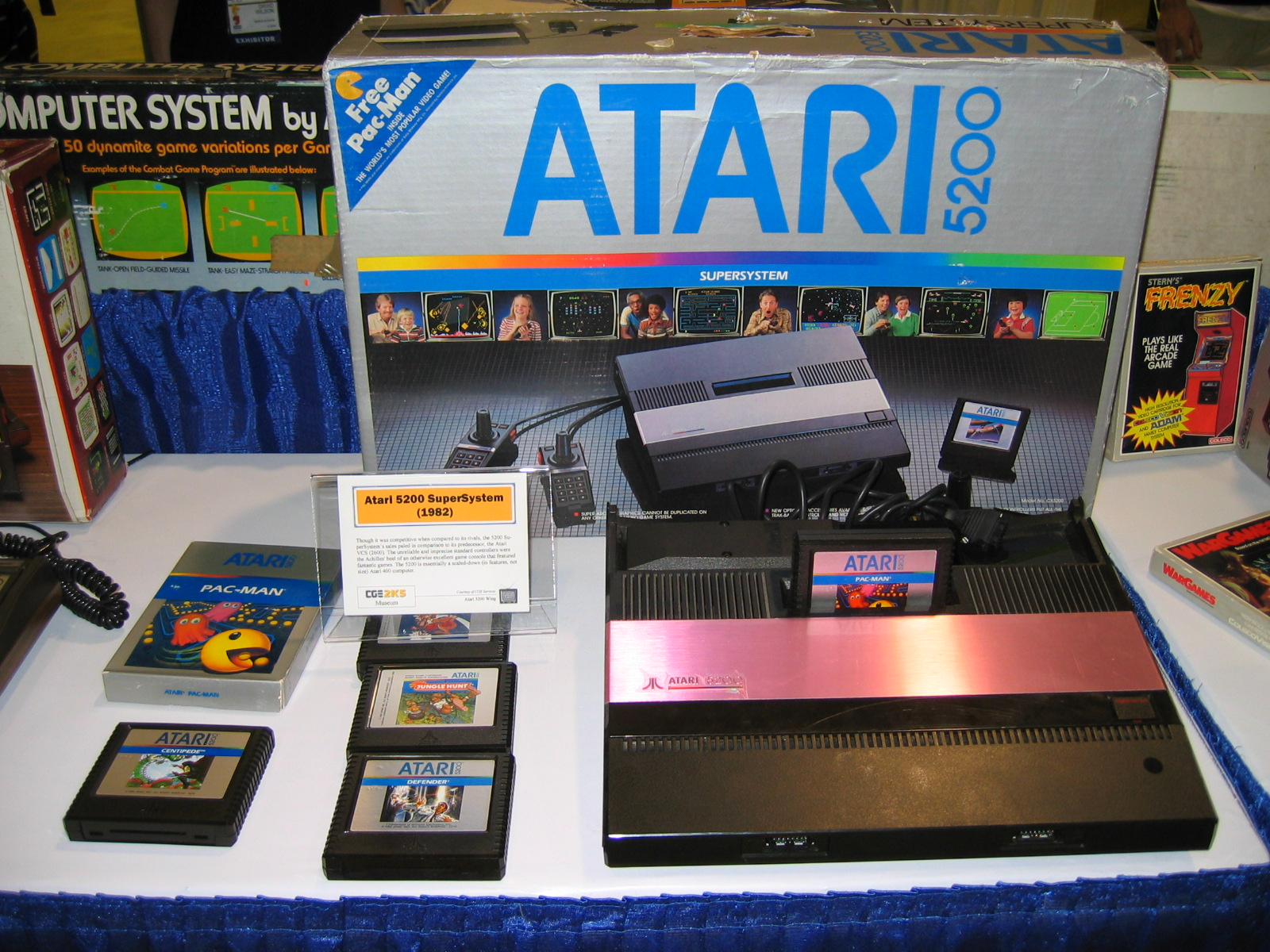
5200与其外包装盒及游戏卡带
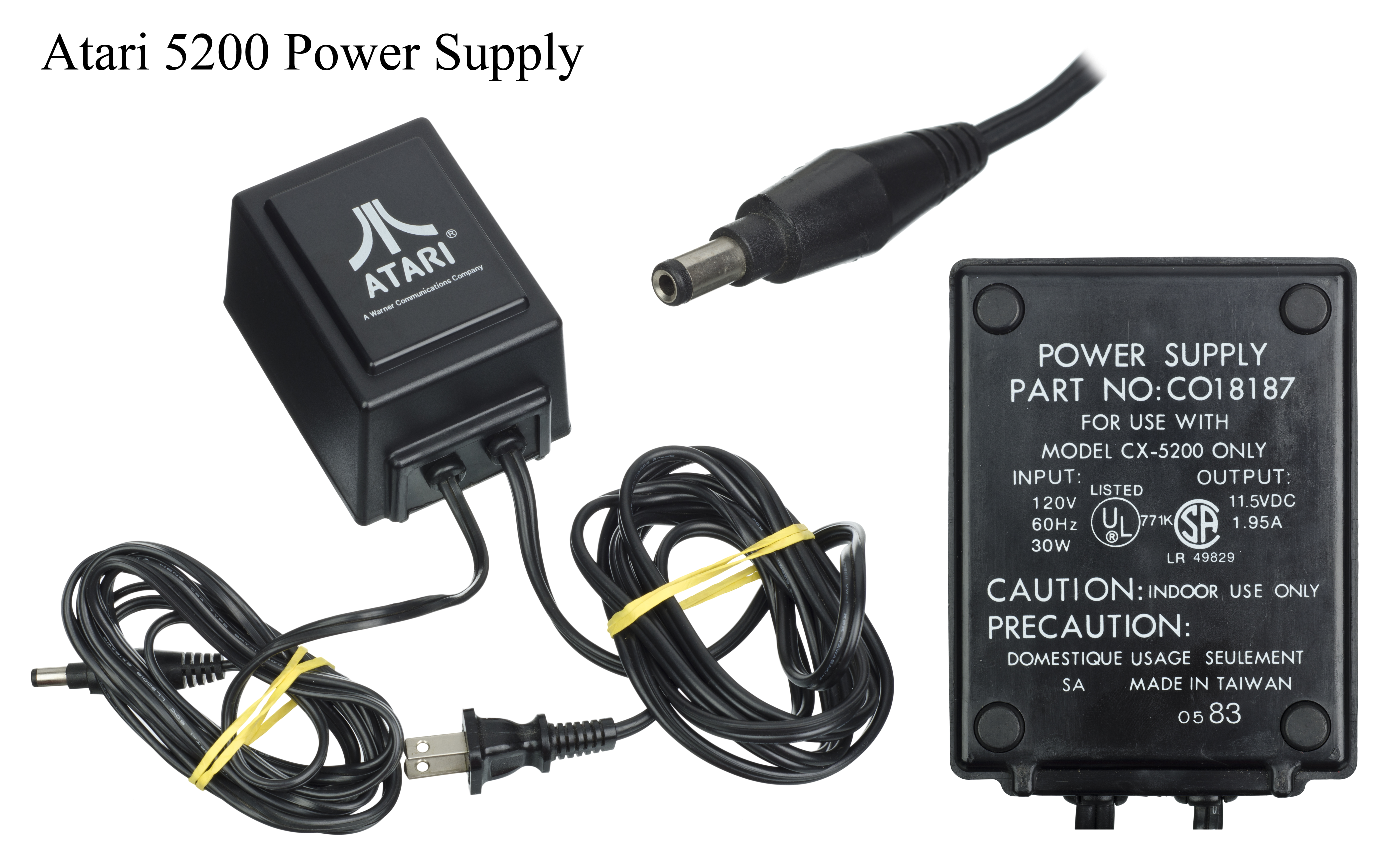
5200的电源
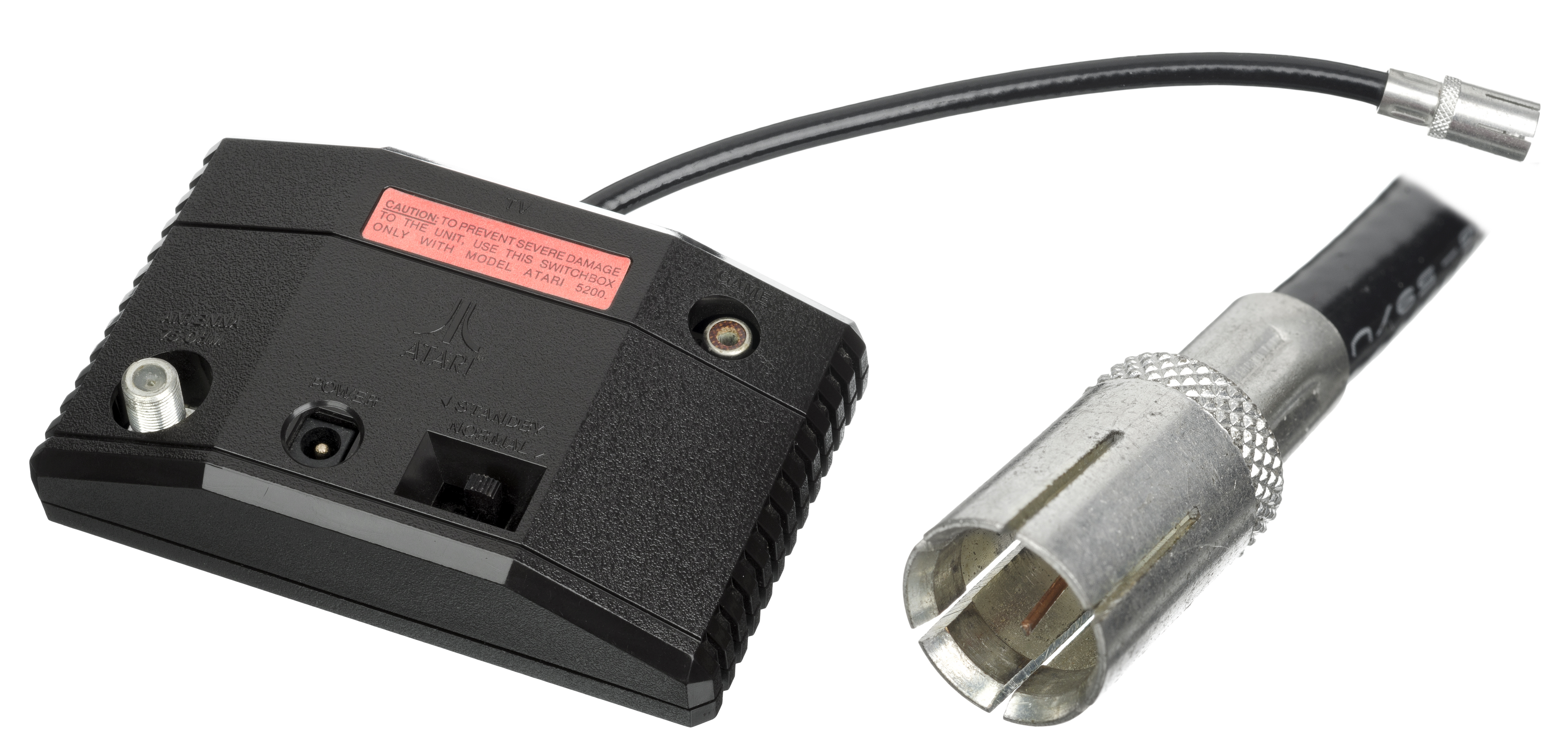
5200随附的电视讯号切换器
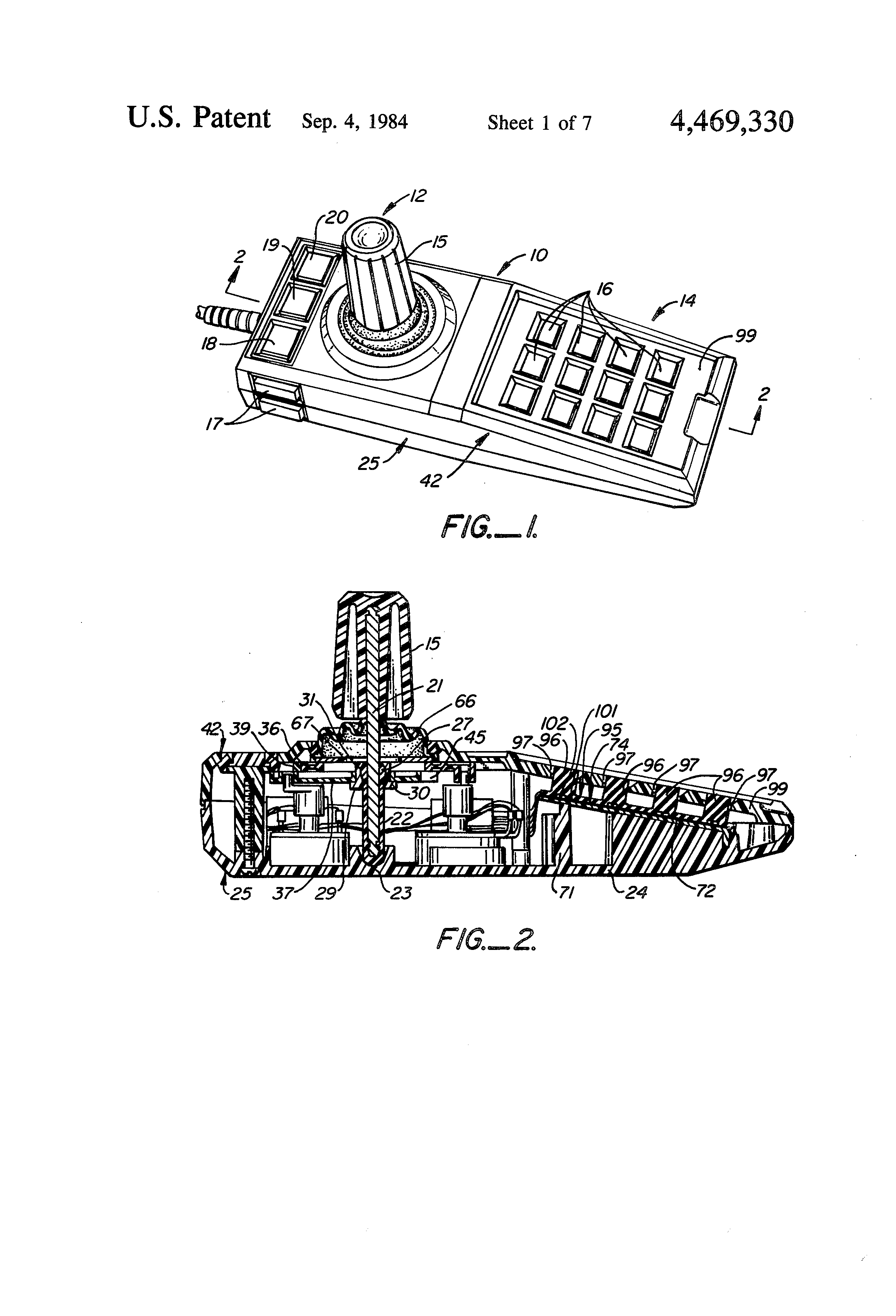
CX-52控制器的设计图
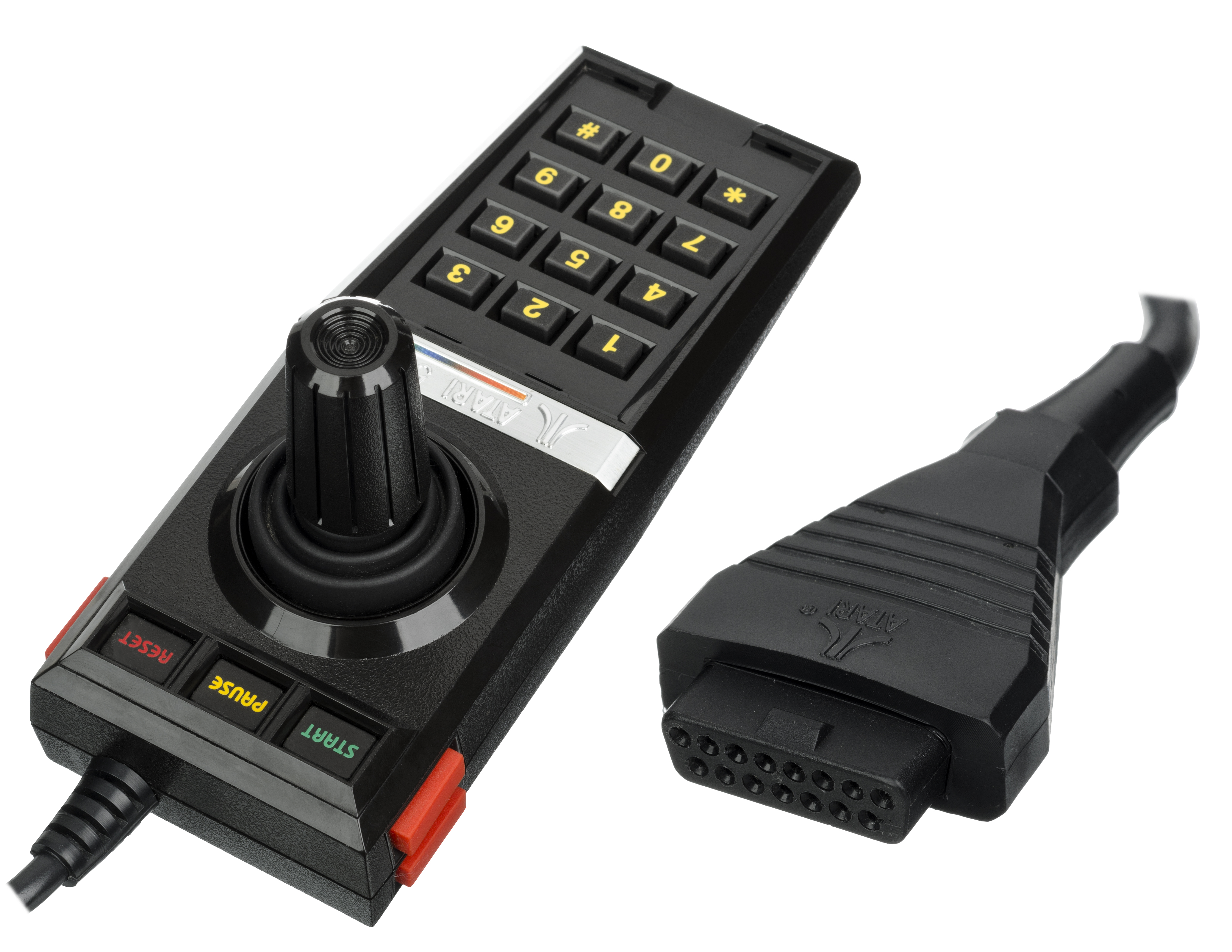
CX-52控制器与它的接头
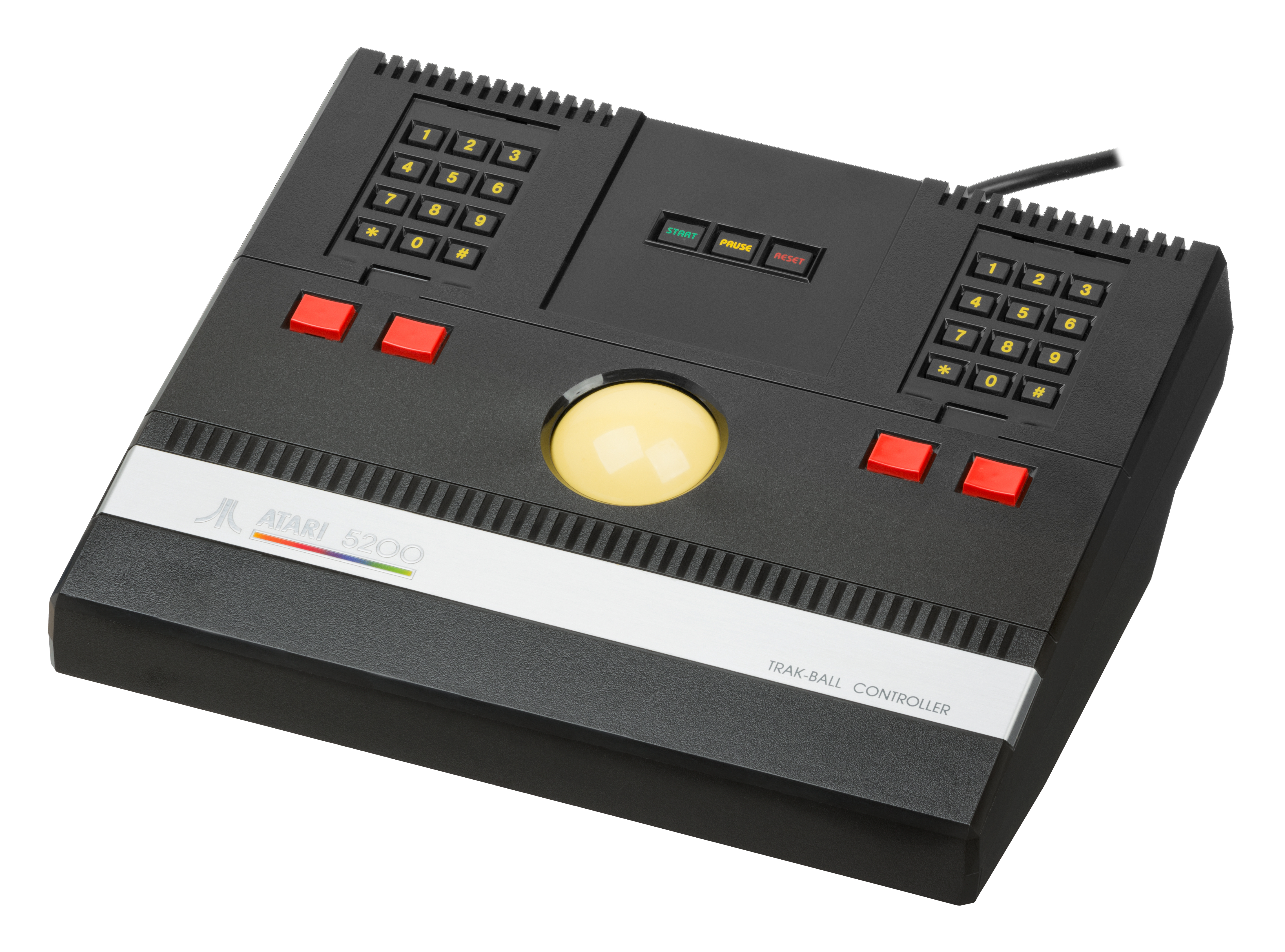
Pro-Line Trak-Ball轨迹球控制器
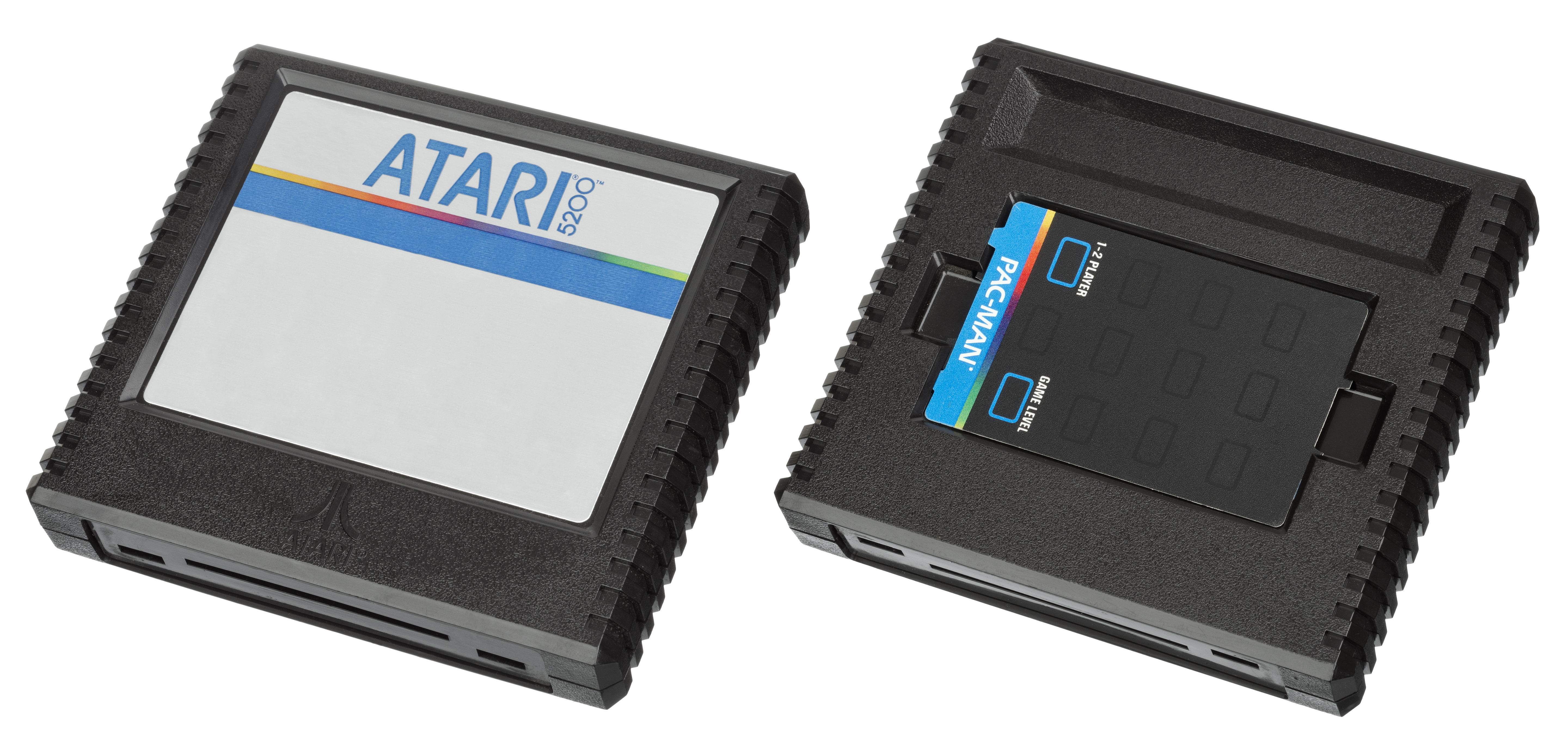
5200的卡带
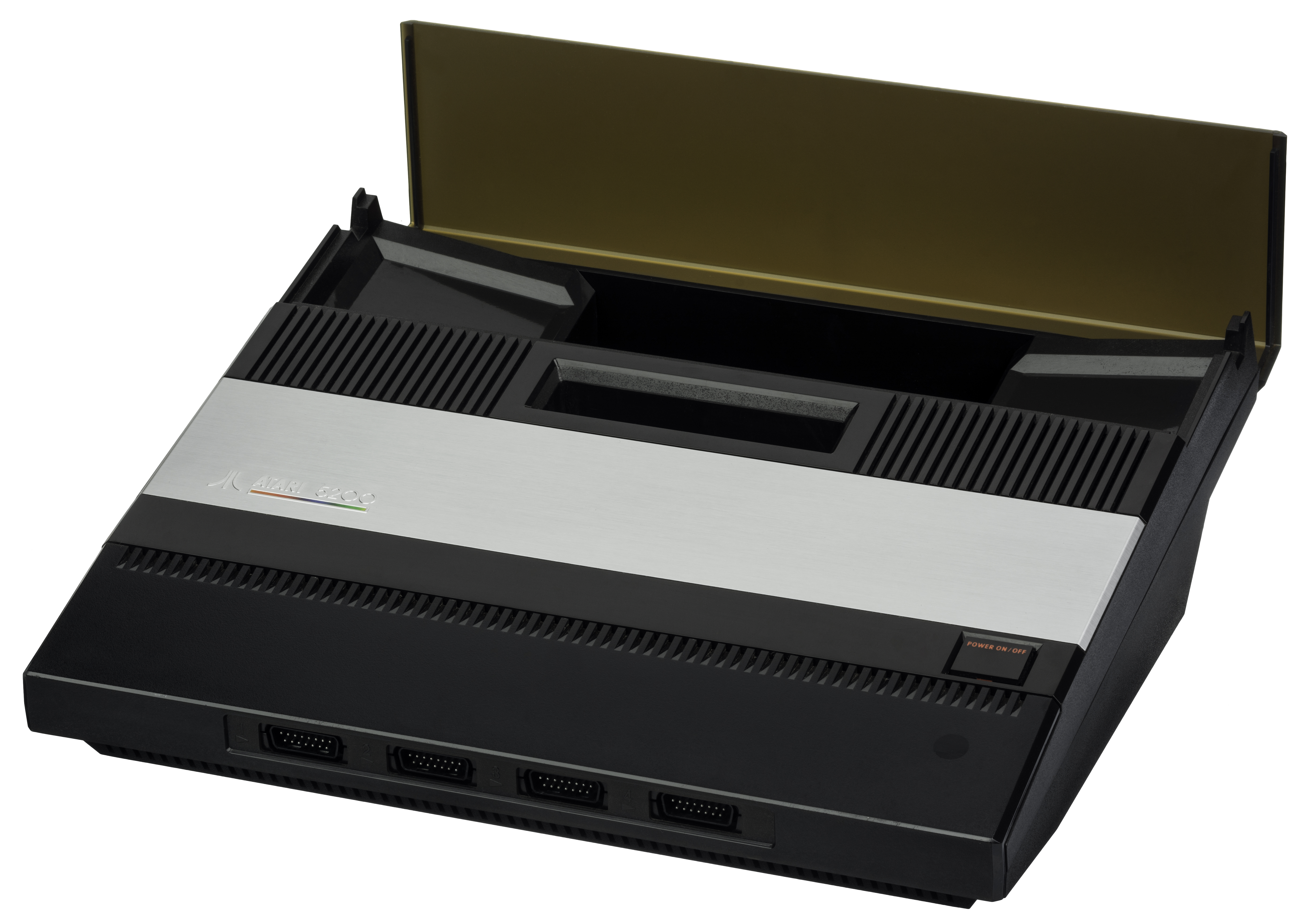
5200的机身上半部分被设计为手柄收纳仓，可以收纳两个CX-52手柄，它的庞大机身很大程度上归因于此
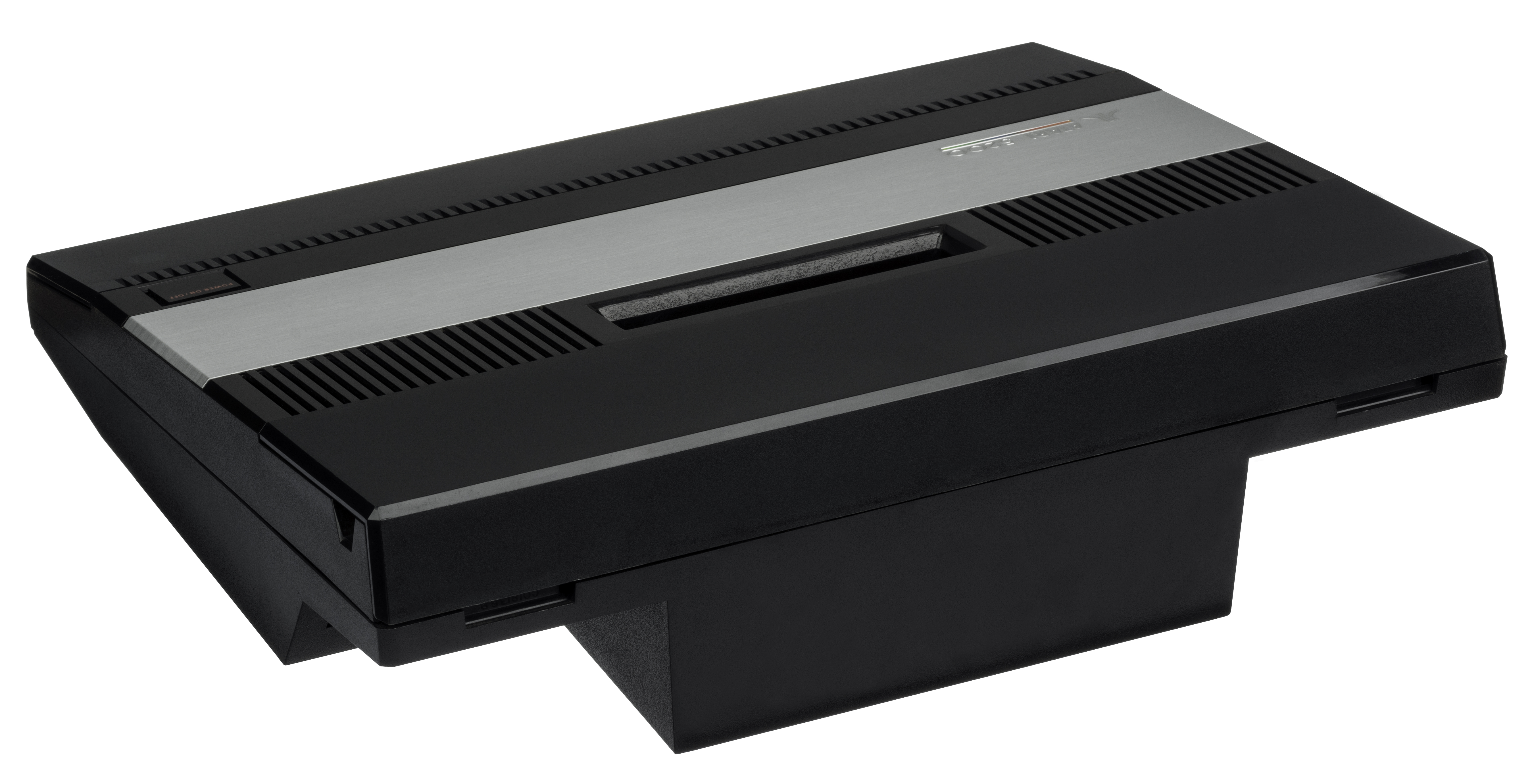
5200的背部
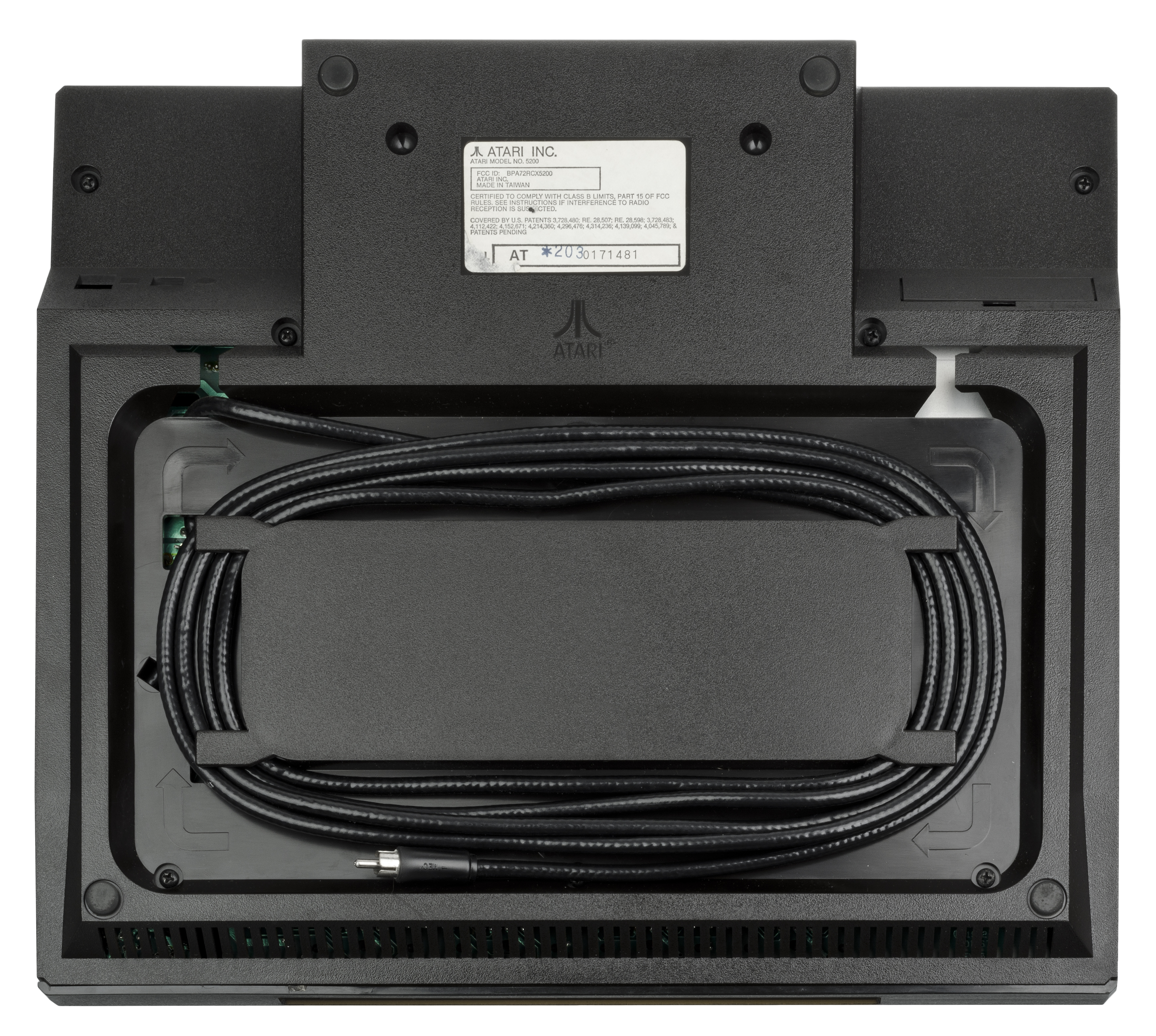
5200的底部
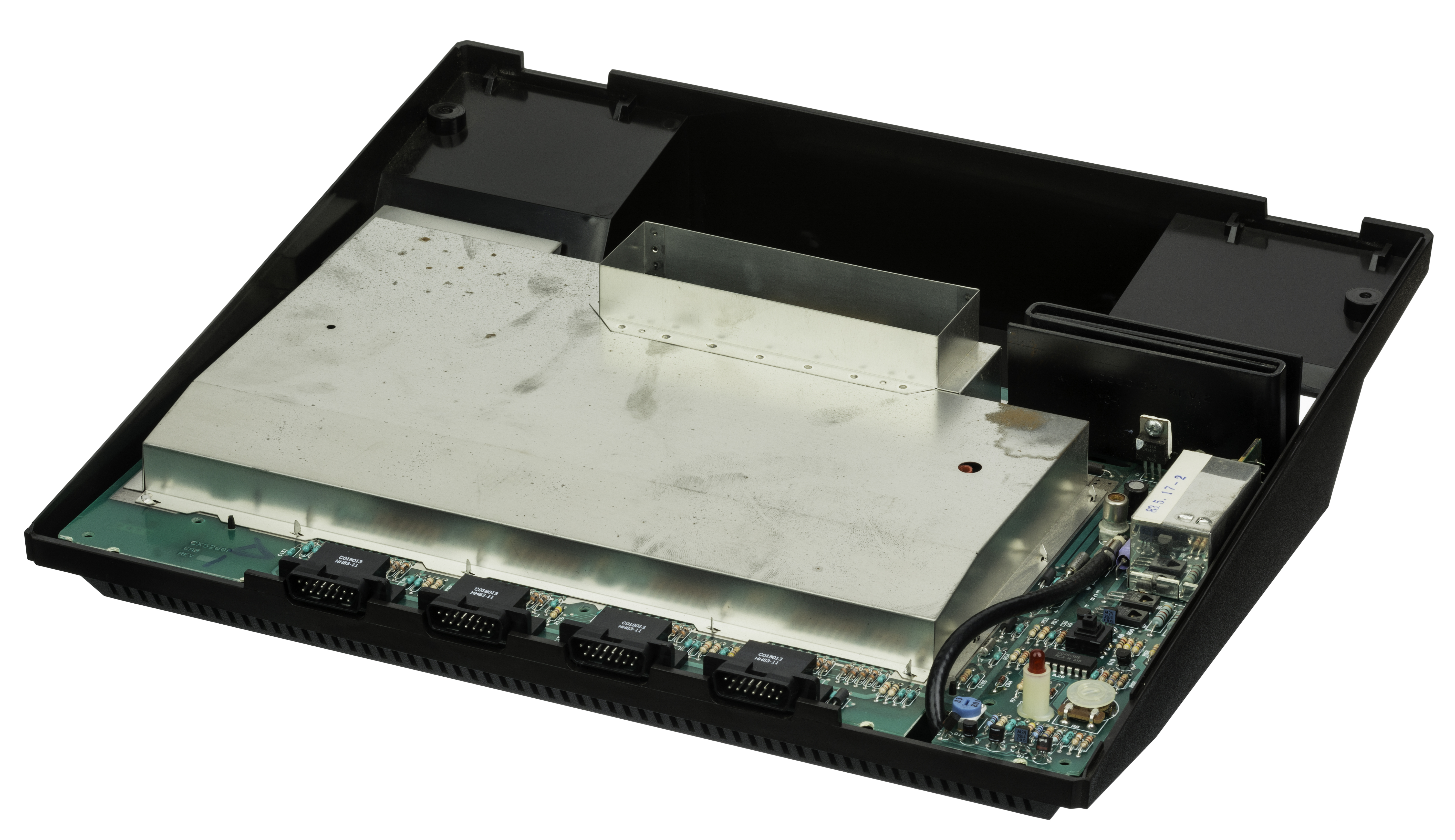
5200的内部结构
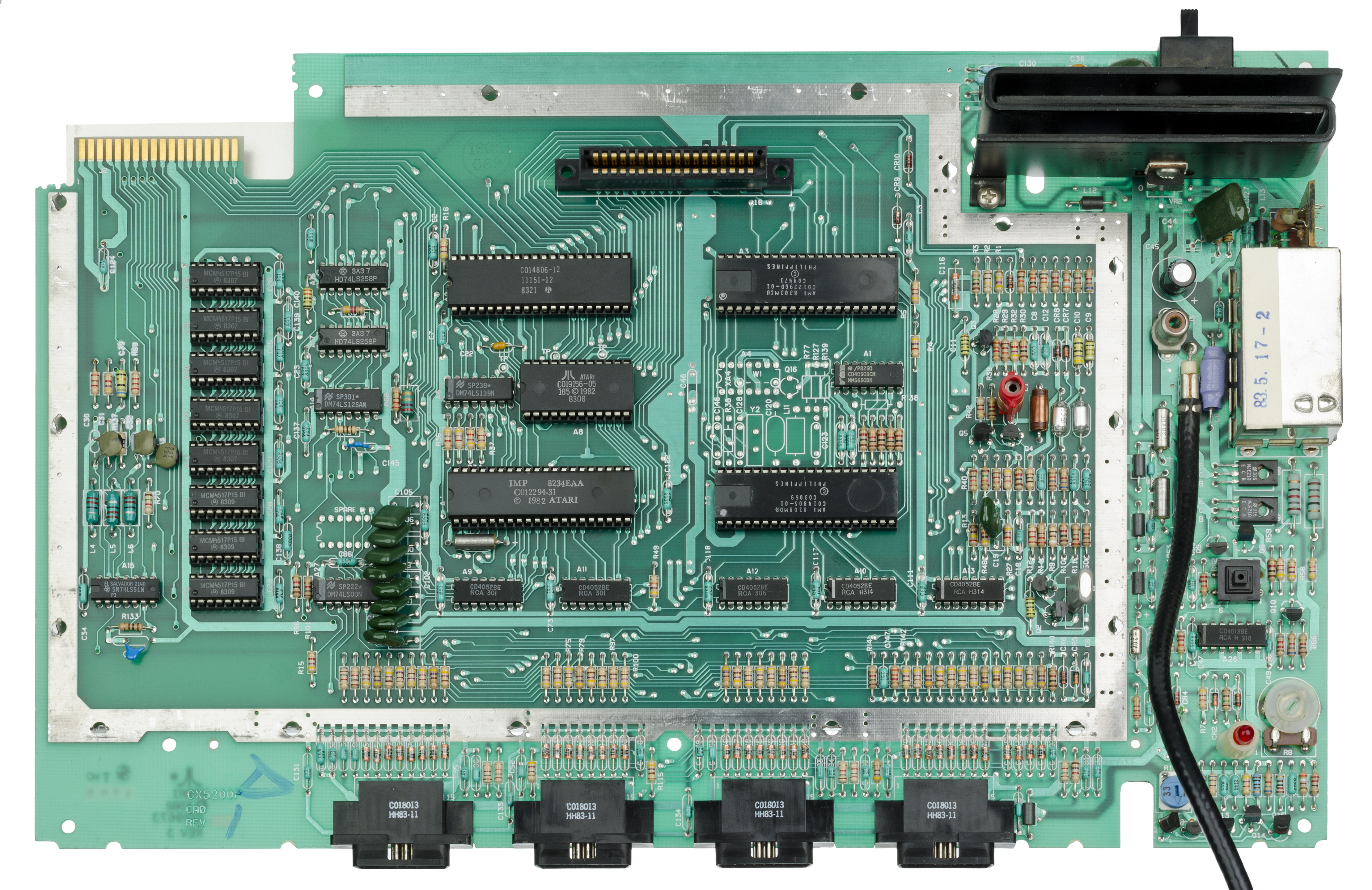
5200的主板